# Samina
A Samina egy 17 km hosszú, gyors folyású kis folyó a Samina-völgyben (Saminatal). A Samina vízgyűjtő területe összesen 71 km². Két országot érint, Ausztriát és Liechtensteint. Liechtenstein második leghosszabb folyója a Rajna után.
Triesenbergnél ered onnan, ahol a Stägerbach és a Valorschbach összeér és a vége Frastanznál van, ahol az Illbe folyik bele.

## Elhelyezkedése
A Samina-völgy a Rätikon nyugati részén található. Maga a folyó Liechtenstein keleti részén folyik, délről észak felé. Liechtensteinben 12 km hosszú szakasza van, Ausztriában, Vorarlbergben 5 km.
A hercegség területéből a neki otthont adó völggyel együtt közel 1/3 részt elvesz, ez a rész a hercegség gyérebben lakott területének számít.

## Gazdasági haszna
Az Illhez hasonlóan (Illerek) raftingolásra alkalmas. Vízminőség szempontjából liechtensteini besorolás szerint I. illetve II. kategóriájú (vize iható és használják is e célra). Gyors folyása és esései miatt elektromos áram fejlesztésére is használják.

## Külső hivatkozások
- Liechtenstein hivatalos honlapja
- Vorarlberg honlapja